# Hotchkiss H-35
Hotchkiss H-35 (Char léger modèle 1935 H ) je bil francoski tank. 

## Zgodovina
Francija se je po prvi svetovni vojni trudila zamenjati tank FT-17. Prvi tank, ki je prišel z namenom, da zamenja tank FT-17, je bil Char D1. Vendar ta tank se je izkazal za neprimernega, saj tank ni bil niti dovolj poceni za serijsko proizvodnjo, niti dovolj lahek, da bi ustrezal svojemu predhodniku. Hotchkiss je leta 1933 ponudil tank Hotchkiss H35, vendar so zaradi političnih razlogov naredili iz tega Plan 1933. Vlada je povabila vso industrijo, da predlaga svojo alternativo temu tanku. To je naredilo konkurenco. Najbolj opazen konkurent je bil Renault in FCM. Hotchkiss je dobil naročilo za nakup 200 tankov.
Tank so izvozili tudi v Poljsko. Tank pa je sodeloval tudi na strani Nemčije. V nemško vojsko so jih priperjali ob porazu Francije. 